# Lancheras de Cataño 2011
Questa voce raccoglie le informazioni riguardanti le Lancheras de Cataño nella stagione 2011.

## Organigramma societario
Area direttiva
- Presidente: William López

Area tecnica
- Allenatore: Milton Crespo

## Rosa
| N° | Nome               | Ruolo | Data di nascita  | Nazionalità sportiva |
| -- | ------------------ | ----- | ---------------- | -------------------- |
| 1  | Tatiana Jusino     | S     | 27 luglio 1990   | Porto Rico           |
| 2  | Yesenia Rodríguez  | L     | -                | Porto Rico           |
| 3  | Ariana López       | P     | -                | Porto Rico           |
| 5  | Cindy Bernacett    | L     | -                | Porto Rico           |
| 6  | Lorraine Morales   | S/O   | -                | Porto Rico           |
| 7  | Alba Aponte        | C     | 23 luglio 1982   | Porto Rico           |
| 8  | Rachel Hartman     | P     | 30 gennaio 1987  | Stati Uniti          |
| 9  | Oneida González    | S/O   | 3 giugno 1981    | Porto Rico           |
| 10 | Rebecca Perry      | S/O   | 29 dicembre 1988 | Stati Uniti          |
| 11 | Ednalí Serralta    | P     | 3 settembre 1985 | Porto Rico           |
| 12 | Jeyca Camacho      | C     | -                | Porto Rico           |
| 13 | Myrlena López      | C     | 29 novembre 1985 | Porto Rico           |
| 14 | Julie Rubenstein   | S     | 9 aprile 1987    | Stati Uniti          |
| 15 | Ania Ruiz          | S     | 7 novembre 1982  | Porto Rico           |
| 17 | Keao Burdine       | S     | 2 gennaio 1983   | Stati Uniti          |
| 18 | Shannon Torregrosa | C     | 1º febbraio 1981 | Porto Rico           |